# Argumentum ad lapidem
Een beroep op het argumentum ad lapidem betreft een informele drogreden of denkfout waarbij een deelnemer aan een discussie een argument van de opponent als onwaar of absurd afwijst zonder de moeite te nemen voor een inhoudelijk weerlegging en daarmee zichzelf ontslaand van de bewijslast voor betreffende afwijzing. Dit zichzelf eigenmachtig ontslaan van de bewijslast vindt plaats door te stellen of te herhalen dat het argument van de opponent absurd zou zijn, zonder verdere argumentatie. Dit betreft een overtreding van of inbreuk op de fundamentele regels voor een eerlijke discussie.
De Latijnse benaming suggereert een klassieke herkomst, maar de benaming is een latinisering die dateert uit de moderne tijd, analoog aan de benaming van diverse andere drogredenen zoals het argumentum ad ignorantiam, argumentum ad hominem, argumentum ad baculum enz. 
In het Engels staat deze drogreden of denkfout ook wel bekend als appeal to the stone.

## Voorbeeld
Een voorbeeld zou een gesprek zijn over de kiemtheorie van ziekte en de ontkenning ervan:
Spreker A: Infectieziekten worden veroorzaakt door kleine organismen die met het blote oog niet zichtbaar zijn.
Spreker B: Uw verklaring is onjuist.
Spreker A: Waarom denkt u dat dit onwaar is?
Spreker B: Het klinkt als onzin.
Spreker B ontkent de bewering van Spreker A zonder bewijs te leveren ter ondersteuning van zijn ontkenning. Dit hoeft niet onredelijk te zijn als de bewering inherent tegenstrijdig is ('Ik spreek je nu niet') of te misvormd is om überhaupt een zinnige bewering te zijn.

## Geschiedenis

### Oorsprong
De naam van deze drogreden komt voort uit een anekdote over een meningsverschil tussen de Britse filosofen Samuel Johnson en James Boswell over George Berkeley's theorie van subjectief idealisme (voorheen bekend als "immaterialisme"). Het subjectief idealisme stelt dat de werkelijkheid afhankelijk is van iemands perceptie van de wereld en dat materiële objecten verweven zijn met iemands perceptie van deze materiële objecten.
"Nadat we uit de kerk kwamen, stonden we een tijdje met elkaar te praten over de ingenieuze sofisterie van bisschop Berkeley om het niet-bestaan van materie te bewijzen, en dat alles in het universum slechts ideaal is. Ik merkte op dat, hoewel we ervan overtuigd zijn dat zijn leerstelling niet waar is, het onmogelijk is deze te weerleggen. Ik zal nooit de scherpzinnigheid vergeten waarmee Johnson antwoordde, terwijl hij met grote kracht zijn voet tegen een grote steen schopte, totdat hij ervan terugdeinsde: "Ik weerleg het aldus."
— James Boswell,"The life of Samuel Johnson"
Kennelijk de bedoeling van Johnson te impliceren dat het absurd van Berkeley was zo'n steen 'immaterieel' te noemen, terwijl Johnson er in feite met zijn voet tegenaan kon schoppen.

## Classificatie
Drogredenen of denkfouten in de informele logia zijn misvattingen die voortkomen uit een foutieve redenering.Ze maken gebruik van inductieve redeneringen en kunnen dus redeneringsfouten veroorzaken, door de illusie te wekken van een deugdelijk argument, terwijl dit niet deugdelijk is.

## Misvatting van irrelevantie
Irrelevante conclusies, ook bekend als als de drogreden ignoratio elenchi (een half Latijnse en half Griekse term voor ‘het negeren van het punt van geschik’ of ‘het negeren van weerlegging’) of het missen van het punt, volgen een soortgelijke structuur als het Argumentum ad lapidem. Omdat het een informele misvatting is, is de redenering ervan wellicht niet geldig of deugdelijk 
Samuel Johnsons weerlegging van de theorie van het immaterialisme van bisschop Berkeley door tegen een steen te schoppen ging niet feitelijk in op de theorie, maar stelde eerder een conclusie die onverenigbaar was met de theorie en herhaalde vervolgens zijn conclusie zonder het onderwerp van de theorie van het immaterialisme rechtstreeks te bespreken.